# Праведники народів світу у Харкові
Праведники народів світу у Харкові – неєвреї, які ризикували життям під час Голокосту у Харкові, щоб врятувати євреїв від знищення нацистами.

## Звання Праведника народів світу
Званням Праведник народів світу згідно із Законом про увічнення пам’яті мучеників і героїв (1953 р.) відзначають неєвреїв, які, ризикуючи своїм життям, рятували євреїв під час Голокосту. Звання надає громадська комісія ізраїльського національного меморіалу Катастрофи і Героїзму Яд Вашем, до складу якої входять провідні ізраїльські юристи та люди, які пережили Голокост. Визнані отримують медаль та почесну грамоту, а їхні імена увічнюють у меморіалі Яд Вашем на Горі Пам'яті у Єрусалимі. В Україні званням «Праведника народів світу»  відзначені 2619 людей, 72 з них – харків’яни.

## Окупація Харкова
Місто було окуповане 23-24 жовтня 1941 р. На цей час у Харкові залишалося майже 500 тисяч жителів (з 902 тисяч на 2 травня 1941 р.) . Близько 3 % з тих, хто залишилися, були євреями. До війни вони складали десяту частину населення Харкова. Відразу після захоплення міста окупаційна влада стала проводити репресивні заходи проти єврейського населення. Перші антиєврейські заходи були здійснені Вермахтом, пізніше до них долучилися СД, німецька й українська поліція. Проявляла активність і міська управа на чолі з А. Крамаренком. 5 грудня було прийнято рішення про проведення перепису і реєстрації населення, при чому євреїв записували окремо – на особливих жовтих бланках. У «жовті» списки потрапили 10271 єврей . Більшість із них – жінки і діти, люди похилого віку, ті, хто не змогли евакуюватися або вступити до лав Червоної армії. Дехто з євреїв намагався видати себе за росіянина або українця, утім це вдавалося далеко не всім.

## Переселення до гетто
4 грудня 1941 р. військовий комендант Альфред фон Путткамер під загрозою розстрілу наказав усім євреям Харкова в дводенний термін переселитися до гетто на околиці міста — в бараки тракторного і верстатобудівного заводів у районі ХТЗ. Скупченість, голод, холод, антисанітарія швидко призвели до захворюваності й смертності переселенців. Ті ж, у кого не було сил на переїзд до гетто (тяжко хворі, літні люди), були зібрані з різних районів Харкова у будинку синагоги на Громадянській (колишній Міщанській) вулиці. Двері приміщення забили і, як результат, протягом тижня нещасні померли всередині синагоги від голоду й холоду. Не були виселені й душевнохворі євреї з психіатричної лікарні, 18 грудня їх було розстріляно.

## Масові розстріли у Дробицькому Яру
Харківське гетто проіснувало три тижні. Його ліквідація 26 грудня почалася з оголошення про те, що всі бажаючі можуть виїхати на роботу до Сумської та Полтавської областей . На наступний день до бараків під'їхало кілька вантажних автомобілів. У них садили бажаючих і вивозили у невідомому напрямку. До рідних вони більше не повернулися – всіх пасажирів було розстріляно у Дробицькому Яру, де радянські військовополонені завчасно вирили глибокий рівчак.
7 січня охорону з єврейського табору було знято – там більше нікого було охороняти. Отже, у Дробицькому Яру під час ліквідації гетто, були розстріляні не менше 10 тисяч євреїв. Всього за період окупації Харкова було знищено більше 11 тисяч євреїв.
Євреї шукали шляхи порятунку. Багато залежало від місцевого неєврейського населення, ставлення якого було неоднозначним. Люди по-різному проявляли себе у важкі часи. Були ті, хто співпрацювали з ворогом: за власною ініціативою видавали євреїв, допомагали у складанні списків на переселення до гетто. Мотивами такої поведінки часто виступала ненависть до компартійної радянської влади, а відтак – певні ілюзії стосовно «нового порядку», бажання вислужитися перед німцями й отримати певний соціальний і матеріальний статус, а головне – вижити за будь-яку ціну. Чимало прикладів негідної поведінки містян, які, скориставшись моментом, задовольняли бажання легкої наживи – грабували майно сусідів-євреїв. Основна ж маса харків’ян, як і жителів інших окупованих міст, дбали лише про виживання власної родини, пасивно спостерігали за розвитком подій, демонструючи байдужість до долі своїх колишніх сусідів – євреїв.

## Рятування євреїв мешканцями Харкова
У той же час в окупованому Харкові знаходилися люди і цілі родини, які з власної ініціативи намагалися врятувати євреїв. Вони ховали їх у себе вдома, надавали медичну допомогу, продукти, одяг, необхідні документи, ризикуючи при цьому не лише власним життям, а й життям своїх близьких. Навіть за розмову з євреєм можна було потрапити до в’язниці. А його переховування загрожувало рятівникові та його сім'ї найсуворішими репресіями з боку окупаційної влади — розстрілом разом з врятованими.
Усі випадки порятунку можна умовно розділити на декілька груп:
- Порятунок родичів (далеких і близьких) у змішаних сім'ях.

Українець Віктор Гладенко працював у Харкові бухгалтером. У 1932 р. він одружився з удовою-єврейкою Малкою Дацькою, матір’ю трьох дітей – Голди, Діни та Давида. А кілька років по тому у них народилася дочка Таня. Коли німці окупували Харків, Віктор не пустив свою сім'ю до гетто, здобув для них документи і протягом двох років перевозив їх із одного села до іншого, аби врятувати від розстрілу. Не вдалося вберегти 12-річного сина Малки Давида. Незадовго до окупації Харкова він поїхав гостювати в Олександрію до родичів, де разом із ними Давид був розстріляний. Дружина Малка і доньки Голда, Діна і Таня вижили завдяки Віктору Гладенку. Він врятував їх, але сам довго хворів після перенесених стресів та передчасно помер у 1946 р.
26 травня 1983 р. Віктору Гладенко було посмертно присвоєно звання Праведника народів світу. Таким чином він став одним із перших українців, якому було присвоєно це почесне звання.
- Порятунок друзів, знайомих, сусідів.

Так подружжя Антона і Дар’ї Гармашів врятувало сусідського хлопчика Михайлика, 6-річного сина Семена Блувбанда і його дружини-українки Олени. З початком війни батько пішов на фронт, мати не поспішала з переселенням, залишила Михайлика під опікою сусідів, а сама подалася до села у пошуках продуктів. Спочатку Гармаші лише не дозволяли хлопчику виходити з двору. Проте, коли стало зрозуміло, що німці знищують євреїв, вони почали переховувати Михайлика у підвалі разом зі своєю 16-літньою донькою Катрусею, яка таким чином уникала відправки на примусові роботи до Німеччини. Мати Олена приносила в родину все, що їй вдалося обміняти в селі, аж поки весною 1942 р. її не застрелив німецький патруль – вона опинилася на вулиці під час комендантської години. Михайлик Блувбанд залишався у родині Гармашів до вигнання нацистів у серпні 1943 р.
Журналістка Олександра Бєлова працювала в газеті «Тваринництво України». На початок війни вона з 11-річною донькою залишилася в окупованому Харкові. На початку 1942 р. жінка врятувала від розстрілу дітей своєї сусідки Розалії Арінберг – 11-річну Оленку та трирічну Іру. В двадцятиградусний мороз вона подолала 40 кілометрів і на санчатах привезла дітей з гетто до себе додому. В березні 1942 р. за доносом про зв'язок з підпіллям та порятунок єврейської сім'ї Олександру Бєлову заарештували. Жінку розстріляли на окраїні Харкова. Вона – єдина з харьків’ян – Праведників народів світу, хто був розстріляний німцями за спасіння єврейської родини.
- Порятунок незнайомих людей.

Яскравим прикладом Праведників цієї групи є Олександра Карнаухова. Несучи у щойно окупованому Харкові вона несла додому відра з водою, у сквері Олександра побачила самотню дівчину. Познайомившись, жінка дізналася, що Дар’я (так звали дівчину) йде з окупованого Дніпропетровська, де вона проживала у будинку інвалідів. У Харкові дівчина нікого не знала і Олександра запросила її до себе. Вже дома з’ясувалося, що справжнє ім’я дівчини Дора, що вона єврейка і тікає від нацистського переслідування. Молодша сестра Олександри, яка жила разом із нею, була проти переховування Дори, бо боялася поплатитися за це власним життям. Кожного дня вона шантажувала старшу сестру заявами про те, що видасть дівчину-єврейку німецькій комендатурі. Попри складні сімейні обставини, Олександрі вдалося утримувати у себе Дору протягом трьох місяців. За цей час вона через знайомого поліцая оформила для дівчини тимчасовий паспорт, змінивши ім’я і національність. З цим документом Олександра влаштувала Дору як свою родичку у Червоноградський будинок інвалідів під Харковом, де вона й перебувала весь період окупації області.

Особливістю Праведників народів світу міста Харкова можна вважати й строкатий національний склад рятувальників. Серед імен рятівників знаходимо не лише українські й російські, а й вірменські, китайські, татарські імена.
Вірменин Арут Кішеш’ян жив зі своєю дружиною Наталією (до шлюбу Загоруйко) і їхніми чотирма дочками в Харкові. Старша дочка Кішеш’янів Алмаза дружила з єврейкою Рейзою Красовою, яка мешкала неподалік зі своїм російським чоловіком Дмитром Красовим та синами – 8-річним Вадимом і 6-річним Яковом.
З початком радянсько-німецької війни Дмитро Красов пішов на фронт, а його дружина і діти опинилися на окупованій території. Як і більшість євреїв Харкова, Рейза з дітьми покинули рідну домівку і перейшли жити в гетто. Турбуючись про долю своєї подруги, Алмаза пішла її провідати, і серед тисяч євреїв відшукала Рейзу з дітьми. Вона була шокована умовами життя у гетто: холодні бараки, антисанітарія, голодні люди. Побачивши усе це, Алмаза запропонувала Рейзі сховатися у домі її батьків.
Рейза з хлопчиками таємно покинули гетто і були прийняті у сім'ї Кішеш’ян. Гостей поселили у коморі будинку, вони повинні були тихо себе поводити, аби не привертати увагу сусідів. Важливою проблемою була нестача харчування. Ніхто з Кішеш’янів не працював у період окупації. Щоб вижити, вони вимінювали особисті речі на продовольство в довколишніх селах. Такі «походи за їжею» були досить небезпечними, а того, що вдавалося принести додому, ніколи не вистачало для сім'ї з дев'яти осіб.
Весною 1942-го р. Рейза вирішила спробувати знайти місце для переховування в сільській місцевості. Вона залишила Вадима і Якова у Кішеш’янів, покинула їхній будинок і пропала до грудня 1942-го р. Хлопчики практично вже втратили надію побачити свою матір, коли вона повернулася, щоб забрати їх до покинутої хати в одному з сіл Полтавської області, де їм вдалося переховуватися до кінця 1943-го р. Рейза заробляла на життя ворожінням. Після вигнання нацистів із регіону Красови повернулися до Харкова. Вони підтримували дружні зв’язки зі своїми рятівниками.
Були в Харкові китайські рятівники. Перед війною жила у місті родина: єврейка Анна Шпігель і китаєць Микола Кі Фу Дян. У них народилися троє дітей: Зоя, Віктор і Лариса. У жовтні 1941 р. Анна Шпігель та її діти були відправлені до гетто. Микола робив все можливе, аби врятувати сім'ю. За допомогою місцевої китайської громади він зібрав ювелірні вироби, кілька золотих царських монет і прийшов до гетто, намагаючись підкупити одного з охоронців. Той заявив, що золота вистачить тільки на двох. Міркувати було ніколи. Микола перекинув через паркан п'ятирічну Зою і трирічного Віктора і повіз на тачці в місто. Зоя потім згадувала: «Коли нас перекидали через огорожу, мама кричала задушеним криком: вона розуміла, що бачить своїх дітей в останній раз. І цей крик я не забуду ніколи». Через два дні Анна Шпігель з грудною Ларисою були розстріляні.
Віктора і Зою батько сховав у своєї подруги з китайської громади Таїсії Чи Фун Лін. Протягом період окупації вона ховала дітей, змінюючи місця проживання, аби ніхто не запідозрив, що вона когось переховує. Після війни Микола одружився з Таїсією, і та стала вже офіційною прийомною матір'ю Зої та Віктора.

Щорічно у грудневі дні харків’яни згадують трагедію Дробицького яру, вшановують пам’ять загиблих євреїв. Особлива ж пошана віддається Праведникам народів світу – тим, хто у похмурі часи нацистської окупації виступили проти байдужості і ворожості, ризикуючи життям, стали на бік переслідуваних. Наразі міськрада Харкова ухвалила рішення про те, що одна з вулиць міста буде носити ім’я Олександри Бєлової, Праведниці народів світу.

## Імена Праведників народів світу
| Прізвище, ім’я                | Дата присудження звання | Шифр справи у Яд Вашем |
| ----------------------------- | ----------------------- | ---------------------- |
| Бабаєва Олександра            | 1995                    | М.31.2/6437            |
| Барабаш Віра                  | 2004                    | М.31.2/9698            |
| Бараненко Наталя              | 1998                    | М.31.2/7600            |
| Бараненко Федір               | 1997                    | М.31.2/7600            |
| Бєлова Олександра             | 1995                    | М.31.2/6752            |
| Боганча Євдокія               | 2007                    | М.31.2/11225           |
| Боганча Прокофій              | 2007                    | М.31.2/11225           |
| Боєва Любов                   | 2007                    | М.31.2/7670            |
| Боєва Надія                   | 2007                    | М.31.2/7670            |
| Боєва Ольга                   | 2007                    | М.31.2/7670            |
| Бородачьова Дар’я             | 1997                    | М.31.2/7362            |
| Бородачьова Олена             | 1997                    | М.31.2/7362            |
| Гайдюкова Анастасія           | 1998                    | М.31.2/7819            |
| Гайдюкова Лідія               | 1998                    | М.31.2/7819            |
| Гармаш Антон                  | 2002                    | М.31.2/9765            |
| Гармаш Дар’я                  | 2002                    | М.31.2/9765            |
| Гладенко Віктор               | 1983                    | М.31.2/2569            |
| Гладченко Олександра          | 1995                    | М.31.2/6752            |
| Гумілевська Олена             | 1998                    | М.31.2/7780            |
| Гумілевський Володимир        | 1998                    | М.31.2/7780            |
| Девятко (Бєлоусова) Ольга     | 1999                    | М.31.2/8746            |
| Добрянський Дмитро            | 2000                    | М.31.2/8761            |
| Зозулевич Галина              | 1995                    | М.31.2/6752            |
| Зурер Домнікія                | 1995                    | М.31.2/6665            |
| Іваненко Лідія                | 1998                    | М.31.2/7780            |
| Іваненко Тамара               | 1998                    | М.31.2/7780            |
| Калініченко Клавдія           | 2000                    | М.31.2/8871            |
| Карнаухова Олександра         | 1994                    | М.31.2/6292            |
| Кішеш’ян Алмаза               | 2003                    | М.31.2/10120           |
| Кішеш’ян Арут                 | 2003                    | М.31.2/10120           |
| Кішеш’ян Наталя               | 2003                    | М.31.2/10120           |
| Крутогорова Ганна             | 2002                    | М.31.2/9603            |
| Кузнєцов Віктор               | 2002                    | М.312/9864             |
| Кузнєцов Федір                | 2002                    | М.31.2/9864            |
| Кузнєцова Ганна               | 2002                    | М.31.2/9864            |
| Кузьменко Лідія               | 2002                    | М.31.2/9603            |
| Ліповой Петро                 | 2000                    | М.31.2/8760            |
| Логвиненко Зинаїда            | 1995                    | М.31.2/6752            |
| Луховицька Олена              | 1995                    | М.31.2/6604            |
| Малініна Парасковія           | 2000                    | М.31.2/9046            |
| Маринець Євдоким              | 1996                    | М.31.2/7195            |
| Мещанінов Олександр           | 1996                    | М.31.2/7195            |
| Мкртчян Аракел                | 1999                    | М.31.2/8698            |
| Мкртчян Вартан                | 1999                    | М.31.2/8698            |
| Молчанов Анатолій             | 2000                    | М.31.2/8760            |
| Морозова (Остахова) Олімпіада | 2014                    | М.31.2/12844           |
| Мурмеленко Пелагея            | 2001                    | М.31.2/9215            |
| Новаківська Марія             | 2002                    | М.31.2/9572            |
| Пан Жун Шунь                  | 1995                    | М.31.2/6437            |
| Піщик Парасковія              | 1999                    | М.31.2/8746            |
| Полєтова-Клімова Катерина     | 1999                    | М.31.2/8563            |
| Попельнюк Митрофан            | 1995                    | М.31.2/6437            |
| Попельнюк Надія               | 1995                    | М.31.2/6437            |
| Попова Таісія                 | 1999                    | М.31.2/8563            |
| Проскурніна Валентина         | 2000                    | М.31.2/9070            |
| Проскурніна Марія             | 2000                    | М.31.2/9070            |
| Ришков Петро                  | 1996                    | М.31.2/7195            |
| Ришкова Анісія                | 1996                    | М.31.2/7195            |
| Ришкова Ніна                  | 1996                    | М.31.2/7195            |
| Сегодіна Олена                | 1997                    | М.31.2/7524            |
| Соколов Володимир             | 1995                    | М.31.2/6422            |
| Сотникова Пелагея             | 2000                    | М.31.2/8761            |
| Фрасс (Мурмеленко) Ніна       | 2001                    | М.31.2/9215            |
| Худояров Віктор               | 1996                    | М.31.2/6776            |
| Целінська Марія               | 1998                    | М.31.2/7938            |
| Чи Фун Лін Таїсія             | 1998                    | М.31.2/8066            |
| Шатоха Аліма                  | 1994                    | М.31.2/6294            |
| Шахбазян Кнарік               | 1999                    | М.31.2/8698            |
| Щербак Алла                   | 1995                    | М.31.2/6422            |
| Щербак Варвара                | 1995                    | М.31.2/6422            |
| Щербак Іван                   | 1995                    | М.31.2/6422            |
| Щербак Сюзанна                | 1995                    | М.31.2/6422            |